# Hai Step Jun
Hai! Step Jun (は～いステップジュン, Hâi suteppu Jun) é um mangá do gênero shōjo criado por Yasuichi Ōshima em 1985. Foi adaptado para anime pela Toei Animation, que foi ao ar no canal japonês TV Asahi entre 10 de março de 1985 até 12 de janeiro de 1986.
Apesar desse anime não ser exibido, nem o mangá publicado nos Países lusófonos, a série foi exibida em outros países como: Na França com o título de Vas-y Julie !, que estreou em 6 de setembro de 1988 pelo canal La Cinq, e será editado em DVD a partir de novembro de 2014 pela Black Box. Na Itália, o anime sob o título de Juny peperina inventatutto estreou pelo canal Rete 4 entre 1987, depois pela Italia 1 e em seguida pela Italia Teen Television em 2004 e pelo Boing em 2007. Na Espanha sob o título de Los inventos de Eva foi exibido pelo canal Telecinco. O anime também foi exibido na Grécia com o título de Step Jun.

## Enredo
Jun é uma menina muito inteligente que passa seu tempo mexendo com todos os tipos de invenções. Ela cria dois pequenos robôs, Kichinosuke e Yukinojo, que se tornam seus melhores amigos. Por causa de sua inteligência, Jun entra na faculdade, apesar de sua pouca idade. Lá ela conhece um rapaz chamado Zero e se apaixona por ele. Ele só está interessado em motocicletas e passa a maior parte do seu tempo ignorando as aulas. Não sendo um aluno exemplar, passa a ser o mais antigo de todos; e, portanto, sofre as provocações de seus colegas de classe. Por outro lado, Jun é muito jovem para estar na faculdade, ela também sofre o mesmo. Mas graças à sua paixão pela mecânica, ela simpatiza com Zero.

## Episódios
1. A pequena Jun
2. A rival
3. O novo coração de Kichinosuke
4. A arte de agradar
5. Adeus Zero
6. Sintática
7. Venha Kichinosuke
8. Uma irmã para Kichinosuke
9. O segredo de Zero
10. A vida é um sonho
11. A viagem de campo
12. A entrega perdida
13. Um canto de guarda-chuva
14. A carta de amor
15. A celebração de doces
16. Um quarto para nós
17. Duas horas antes
18. O dia das estrelas
19. Grande gala
20. Escola de verão
21. Kichinosuke salva sua cabeça
22. Um dia no campo
23. O mistério das estátuas
24. Uma prova de amor
25. A pequena Princesa
26. Uma queda sem você
27. Kichinosuke campeão
28. Os dias dos mais velhos
29. Kichinosuke estude
30. Jun voa
31. Jun faz o esporte
32. O professor está apaixonado
33. Os pais ficam com raiva
34. Paixão de televisão
35. O teatro da escola
36. Annie quer ter sucesso
37. Uma jornada difícil
38. Primeiro amor!
39. Um amigo de espaço
40. Tempestade no ar
41. Um pequeno anjo sujo
42. A boa notícia
43. O retorno de Zero
44. O amor não tem idade
45. Adeus Kichinosuke

## Música
- Abertura japonesa:「びん感!メカニック」(lit. Sentimentos da garrafa mecânica)
  - Letras de: Shinozuka MitsuruYumi.
  - Composição de: Hiroaki Serizawa
  - Arranjos de: Ryo Kawakami
  - Intérprete: Akiko Kobayashi, Naoko Kobayashi
- Encerramento japonês: 「ライバル360度～恋愛発展可能性0～」(lit. 0 a 360 graus para rivalizar com potencial de desenvolvimento do romance)
  - Letras de: Yoshiaki Furuta
  - Arranjos de: Ryo Kawakami
  - Intérprete: Akiko Kobayashi, Naoko Kobayashi
- Abertura francesa : Vas-y Julie
  - Letras de: Carmelo Carucci.
  - Intérprete: Claude Lombard.
- Abertura italiana: Juny peperina inventatutto.
  - Letras de: Alessandra Valeri Manera.
  - Música de Enzo Draghi, e cantada por Cristina D'Avena.
- Abertura espanhola
  - Letras de: G. Ledem.
  - Intérprete: Soledad Pilas Santos.

## Dublagem

### Vozes japonesas
- Yuriko Yamamoto : Jun Nonomiya
- Banjou Ginga : Oohata-sensei
- Keiichi Nanba : Zero
- Kumiko Nishihara : Yukinojou
- Kyouko Tonguu : Toko
- Naoko Watanabe : Mako
- Tohru Furuya : Reinojin Tachibana

### Vozes francesas
- Estúdio de dublagem : Chrismax Film
- Direção : Christian Broussel
- Annabelle Roux : Julie Lafforgue
- Patrick Borg : Michel Lefranc
- Marine Boiron : Floppy
- Marie-Christine Robert : Cathy Croisic
- Serge Blumenthal : Père : Gilbert, Arnaud
- Monique Thierry : Mère : Mathilde, grand-mère de Michel
- Brigitte Lecordier : Flappy
- Jean-Pierre Denys : Professeur Laglue, Duchaland
- Laurence Crouzet : Annie Duchaland
- Maïté Monceau : Cléa
- Gilles Laurent : Grand-père de Julie

### Vozes italianas
- Estúdio de dublagem : Mops Film
- Direção : Willy Moser
- Dialogo italiano : Renato Volterra, Fabio Traversa
- Juny : Antonella Baldini
- Nico : Oreste Baldini
- Floppy : Luca Ward
- Flappy : Isa Di Marzio
- Prof. Scoccia : Mauro Bosco
- Dott.Ssa Scuola : Mariu' Safier
- Placida : Liliana Jovino
- Ania : Marco Baroni
- Kitta : Laura Boccanera
- Asso : Vittorio Guerrieri
- Erika : Rita Baldini
- Gemelli : Corrado Conforti, Fabrizio Mazzotta, Leo Valeriano
- Padre di Ania : Giorgio Lopez
- Padre di Kitta : Gabriele Carrara
- Nonna di Kiku : Francesca Palopoli[3]

### Vozes espanholas
- Eva : Valle Acebròn
- Robot Trasto : Pablo Del Hoyo
- Nico : David Robles
- Ana : Amparo Bravo
- Lara : Adelaida López
- Don Severo : Salvador Aldeguer

## Mangá
Dois mangás foram feitos em 1985, o primeiro escrito por Yasuichi Oshima, que foi publicado em 1985, pela Magazine Special de Kodansha antes de serem compilados em dois volumes encadernados. O segundo, escrito por Yutaka Abe, foi publicado na revista Nakayoshi e não foi compilado ao volume ligado.